# Gyllensparre
Gyllensparre var en svensk adelsätt, 1627 introducerad på Sveriges Riddarhus under nummer 118, vilket sedan ändrades till 146. Sannolikt utdöd 1722.
Vapen: sparre över blad

## Historia
Ätten anses med stamfadern Henrik Jönsson (son av Jöns Abjörnsson) utgöra en gren av Abjörnssönernas ätt via Bagge af Berga, som i vapnet förde sparre över blad
Hans son Jöns Henriksson godkände farbrodern Magnus Jönssons gåva till Vadstena kloster 1444 och dokument med ättens vapen i Västbo härad.
Dennes son väpnaren Henrik Jönsson ägde Hagagården och var gift med Ingeborg Jonsdotter, dotter till Jon Folkesson.
Hans sonson med samma namn, Henrik Jönsson till Fylleryd förseglade adelns trohetsförsäkran till kung Erik XIV 1561. Han nämns också bland adeln i Småland, som avgav sin trohetsförsäkran till  hertig Johan 1568.
Jöns Persson till Ingelstad och Kläcklinge. Blev 1627 på ättens vägnar introducerad med namnet Gyllensparre under nummer 118, vilket sedan ändrades till 146. Namnet Gyllensparre bestreds redan vid 1627 års riksdag och sedermera vid de följande riksdagarna av lantmarskalken Lars Eriksson Sparre, men 1638 erhöll han regeringens resolution att bära namnet Jöns Persson Gyllensparre, eftersom hans förfäder alltid fört en gyllene Sparre i vapnet.
En senare ättling, kaptenen vid Västgöta stånddragonregemente Nils Gyllensparre, var gift med Sofia Rutencrantz.